# Bellini e a esfinge
Pour plus de détails, voir Fiche technique et Distribution.
Bellini e a Esfinge est un film brésilien réalisé par Roberto Stucci, sorti en 2001.
Le film a gagné le Prix Public du meilleur Film de long métrage de fiction. Ce film peut être classé comme un policier avec des persécutions, comme un film de suspens avec plusieurs surprises et comme un film noir pour sa fin surprenante. Basé sur le livre de Tony Belloto, le film qui montre une vie au Brésil grâce à plusieurs enquêtes menées par des détectives privés et des personnages principaux. Remo Bellini est accompagné par Doris Lobo.

## Synopsis
Le film commence avec un médecin de São Paulo, le Dr Rafidjian (Paulo Hesse), qui demande de l'aide auprès d'une agence de détective de Dora Lobo (Eliana Guttman) pour retrouver une fille disparue nommée Ana Cíntia Lopes.
Bellini (Fábio Ascenção) et son assistante Beatriz (Maristane Dresch) sont chargés de l'affaire. Pendant qu'ils suivent les traces laissées par la fille, un assassinat brutal modifie les recherches. En résolvant le crime, les deux détectives fouillent São Paulo où ils trouvent Fátima (Malu Mader), une mystérieuse prostituée avec qui Bellini finira par avoir une relation.
Le film Bellini e a Esfinge est originaire du Brésil, il montre une image réaliste de São Paulo avec une immersion dans son monde de sensualité, de sexe et de la drogue très connu au Brésil.

## Fiche technique
- Réalisation : Roberto Santucci
- Scénario : Alexandre Plosk
- D'après le roman de Tony Bellotto
- Musique : Tony Bellotto, Eduardo de Queirós, Charles Gavin et Andreas Kisser
- Photo : Jacob Solitrenick
- Producteur : Theodoro Fontes
- Montage : Roberto Santucci
- Pays :  Brésil
- Langue : portugais

## Distribution
- Fábio Assunção : Remo Bellini
- Malu Mader : Fátima
- Maristane Dresch : Beatriz
- Eliana Guttman : Dora Lobo
- Paulo Hesse : docteur Rachid Rafidjian
- Marcos Damigo : Samuel Rafidjian
- Rosaly Papadopol : Sofia Rafidjian
- Cláudio Gabriel : Stone
- Carlos Meceni : Bóris
- Maximiliano Ferrantz : Índio
- Neusa Velasco : dona Gláucia
- Jackson Costa : Duílio
- Vera Mancini : Ismália

## Récompenses et distinctions
- Festival de Cinéma Brésilien de Miami 2002 (EUA) : prix dans la catégorie de la meilleure actrice coadjutrice (Malu Mader).
- Festival de Cinéma Latin de Miami 2002 (EUA) : Indiqué dans la catégorie du meilleur film.
- Festival de Rio 2001 : prix dans la  catégorie du meilleur film.